# Giovanni Maria Visconte Proto
Giovanni Maria Visconte Proto (Milazzo, 15 febbraio 1781 – Cefalù, 13 ottobre 1854) è stato un vescovo cattolico italiano.

## Biografia
Dopo aver preso i voti nell'ordine benedettino nel 1802, è stato ordinato presbitero il 17 febbraio 1805.
Il 18 febbraio 1839 papa Gregorio XVI lo ha nominato vescovo di Lipari; ha ricevuto l'ordinazione episcopale a Messina nel mese di aprile successivo dal futuro cardinale Francesco di Paola Villadecani, arcivescovo metropolita di Messina.
Il 17 giugno 1844 lo stesso Papa lo ha nominato vescovo di Cefalù.
È morto a Cefalù il 13 ottobre 1854.

## Genealogia episcopale
La genealogia episcopale è:
- Cardinale Scipione Rebiba
- Cardinale Giulio Antonio Santori
- Cardinale Girolamo Bernerio, O.P.
- Arcivescovo Galeazzo Sanvitale
- Cardinale Ludovico Ludovisi
- Cardinale Luigi Caetani
- Cardinale Ulderico Carpegna
- Cardinale Paluzzo Paluzzi Altieri degli Albertoni
- Papa Benedetto XIII
- Papa Benedetto XIV
- Papa Clemente XIII
- Cardinale Enrico Benedetto Stuart
- Cardinale Andrea Corsini
- Arcivescovo Gaetano Maria Garrasi, O.S.A.
- Vescovo Silvestro Todaro, O.F.M.Conv.
- Cardinale Francesco di Paola Villadecani
- Vescovo Giovanni Maria Visconte Proto, O.S.B.